# Psi (program)
Psi (nesprávně PSI) je jedním z nejpoužívanějších a nejoblíbenějších klientů jen pro XMPP. Mezi oficiálně podporované platformy patří Microsoft Windows, GNU/Linux a Mac OS X. Jeho logem je graficky ztvárněné řecké písmeno ψ.
Vzhled Psi nelze upravovat skiny a je závislý na nastavení operačního systému (například změna motivu vzhledu MS Windows se tedy projeví i v Psi). Do jisté míry lze měnit barevné motivy a samozřejmě sady ikonek a emotikon. Konverzace umí uspořádat do panelů (tab) v jediném okně.
Psi nabízí dobrý poměr mezi stabilitou, nabízenými funkcemi, podporovanými protokoly a vzhledem, a je tedy jedním z nejvíce doporučovaných klientů.
Psi+ je fork vyvíjený ruskou komunitou, který obsahuje řadu vylepšení, jako je podpora pluginů, skinů, zobrazuje avatary v seznamu kontaktů a různá další rozšíření. Samozřejmě podporuje i hlasovou a video komunikaci založenou na protokolu Jingle a sdílenou kreslicí plochu, tzv. Whiteboard.

## Funkce
- Hlasová komunikace (volání, audio chat) mezi dvěma uživateli.
- Konference (Multi-User Chat), včetně pokročilých funkcí jako nastavování a moderování místností.
- Kontrolu soukromí, blokování uživatelů (Privacy Lists).
- Přenos souborů.
- Rozhraní pro procházení a registraci služeb (Service Discovery).
- Registrace nových účtů.